# Болехівська міська рада
Боле́хівська міська́ ра́да — адміністративно-територіальна одиниця та орган місцевого самоврядування у Івано-Франківській області з адміністративним центром у місті обласного значення Болехові.

## Географія
- Територія ради: 300,36 км²
- Населення ради: 21 681 особа (станом на 1 вересня 2015 року)[1]
- Територією ради протікають річки Сукіль, Свіча

### Природно-заповідний фонд
- Ботанічні заказники:

Магура, Федів, Щавнянська Магура.
- Водоспади:

Сукільські водоспади, Козачі сльози, Козаківський, Поляницький.
- Загальнозоологічні заказники:

Гирява.
- Орнітологічні заказники:

Бурсуків, Погорілець, Чотири ясени.
- Заповідні урочища:

Багно, Басарабка, В'язина Болехівська, Зелеменів, Спалений дуб, Танява-1, Танява-2, Тусули, Червоні береги.
- Ботанічні пам'ятки природи:

Алея модрини, Дуб скельний, Капличка, Олірки, Набивки, Резерват дуба, Табори, Тис ягідний, Щавна.
- Комплексні пам'ятки природи:

Скелі Довбуша (загальнодержавного значення).
- Парки-пам'ятки садово-паркового мистецтва:

«Арборетум».
- Регіональні ландшафтні парки:

Поляницький (загальнодержавного значення).

## Історія
Місто Болехів отримало статус міста обласного підпорядкування у жовтні 1993 року, з того часу він є окремою адміністративно-територіальною одиницею. Івано-Франківська обласна Рада народних депутатів рішенням від 15 березня 1994 року з Долинського району передала Гузіївську, Козаківську, Міжрічанську, Поляницьку та Тисівську сільради у підпорядкування Болехівській міській Раді, а рішенням від 30 вересня 1994 року на території Болехівської міської Ради утворила Підберезьку сільраду з центром у селі Підбережжя.

## Адміністративний устрій
Болехівській міській раді підпорядковане місто Болехів та 11 сіл, що входять до 6 сільських рад:
| №  | Рада                       | Адміністративний центр | Населені пункти | Площа км² | Населення (2001), осіб. |
| -- | -------------------------- | ---------------------- | --------------- | --------- | ----------------------- |
| 1. |                            |                        | м. Болехів      | 36,69     | 10 590                  |
| 2. | Гузіївська сільська рада   | с. Гузіїв              | с. Гузіїв       | 2,228     | 1159                    |
| 3. | Козаківська сільська рада  | с. Козаківка           | с. Козаківка    | 4,245     | 919                     |
| 3. | Козаківська сільська рада  | с. Козаківка           | с. Сукіль       |           | 524                     |
| 4. | Міжрічанська сільська рада | с. Міжріччя            | с. Міжріччя     |           | 1706                    |
| 4. | Міжрічанська сільська рада | с. Міжріччя            | с. Заріччя      |           | 185                     |
| 5. | Підберезька сільська рада  | с. Підбережжя          | с. Підбережжя   | 80        | 2750                    |
| 6. | Поляницька сільська рада   | с. Поляниця            | с. Поляниця     |           | 800                     |
| 6. | Поляницька сільська рада   | с. Поляниця            | с. Бубнище      |           | 445                     |
| 6. | Поляницька сільська рада   | с. Поляниця            | с. Буковець     |           | 167                     |
| 7. | Тисівська сільська рада    | с. Тисів               | с. Тисів        |           | 3189                    |
| 7. | Тисівська сільська рада    | с. Тисів               | с. Танява       |           | 163                     |

## Населення
Розподіл населення за віком та статтю (2001):
| Стать | Всього | До 15 років | 15-24 | 25-44 | 45-64 | 65-85 | Понад 85 |
| --- | ------ | ----------- | ----- | ----- | ----- | ----- | -------- |
| Чоловіки | 10 101 | 2297        | 1620  | 3079  | 1976  | 1088  | 41       |
| Жінки | 11 131 | 2115        | 1561  | 3007  | 2456  | 1855  | 137      |
| \| Статево-вікова піраміда \| Статево-вікова піраміда \| Статево-вікова піраміда \| \| ----------------------- \| ----------------------- \| ----------------------- \| \| Чоловіки \| Вік \| Жінки \| \| 41 \| 85 + \| 137 \| \| 56 \| 80-84 \| 160 \| \| 195 \| 75-79 \| 412 \| \| 370 \| 70-74 \| 632 \| \| 467 \| 65-69 \| 651 \| \| 476 \| 60-64 \| 709 \| \| 376 \| 55-59 \| 519 \| \| 485 \| 50-54 \| 560 \| \| 639 \| 45-49 \| 668 \| \| 818 \| 40-44 \| 835 \| \| 755 \| 35-39 \| 757 \| \| 734 \| 30-34 \| 660 \| \| 772 \| 25-29 \| 755 \| \| 751 \| 20-24 \| 725 \| \| 869 \| 15-20 \| 836 \| \| 841 \| 10-14 \| 755 \| \| 810 \| 5-9 \| 741 \| \| 646 \| 0-4 \| 619 \| |        |             |       |       |       |       |          |
| Статево-вікова піраміда |        |             |       |       |       |       |          |
| Чоловіки | Вік    | Жінки       |       |       |       |       |          |
| 41 | 85 +   | 137         |       |       |       |       |          |
| 56 | 80-84  | 160         |       |       |       |       |          |
| 195 | 75-79  | 412         |       |       |       |       |          |
| 370 | 70-74  | 632         |       |       |       |       |          |
| 467 | 65-69  | 651         |       |       |       |       |          |
| 476 | 60-64  | 709         |       |       |       |       |          |
| 376 | 55-59  | 519         |       |       |       |       |          |
| 485 | 50-54  | 560         |       |       |       |       |          |
| 639 | 45-49  | 668         |       |       |       |       |          |
| 818 | 40-44  | 835         |       |       |       |       |          |
| 755 | 35-39  | 757         |       |       |       |       |          |
| 734 | 30-34  | 660         |       |       |       |       |          |
| 772 | 25-29  | 755         |       |       |       |       |          |
| 751 | 20-24  | 725         |       |       |       |       |          |
| 869 | 15-20  | 836         |       |       |       |       |          |
| 841 | 10-14  | 755         |       |       |       |       |          |
| 810 | 5-9    | 741         |       |       |       |       |          |
| 646 | 0-4    | 619         |       |       |       |       |          |

Національний склад населення за даними перепису 2001 року:
| Національність | Кількість осіб | Відсоток |
| -------------- | -------------- | -------- |
| українці       | 20917          | 98,52 %  |
| росіяни        | 184            | 0,87 %   |
| поляки         | 83             | 0,39 %   |
| білоруси       | 11             | 0,05 %   |
| інші           | 37             | 0,17 %   |

Мовний склад населення за даними перепису 2001 року:
| Мова       | Кількість осіб | Відсоток |
| ---------- | -------------- | -------- |
| українська | 21050          | 99,14 %  |
| російська  | 143            | 0,67 %   |
| польська   | 15             | 0,07 %   |
| інші       | 24             | 0,11 %   |

## Склад ради
Рада складається з 26 депутатів та голови.
- Голова ради: Мельник Богдан Михайлович
- Секретар ради:

### Керівний склад попередніх скликань
| Прізвище, ім'я, по батькові | Основні відомості                                                                                               | Дата обрання | Дата звільнення |
| --------------------------- | --- | ------------ | --------------- |
| Макота Зенон Володимирович  | Міський голова, 1960 року народження, освіта незакінчена вища, член Української республіканської партії «Собор» | 26.03.2006   | 31.10.2010      |
| Макота Зенон Володимирович  | Міський голова, 1960 року народження, освіта незакінчена вища, член Української республіканської партії «Собор» | 31.10.2010   | 25.10.2015      |
| Мельник Богдан Михайлович   | Міський голова, 1959 року народження, освіта вища, безпартійний                                                 | 25.10.2015   |                 |

Примітка: таблиця складена за даними сайту Верховної Ради України та ЦВК

### Депутати VII скликання
За результатами місцевих виборів 2015 року депутатами ради стали:

#### За суб'єктами висування
| Суб'єкт висування                                          | Кількість обраних депутатів | %     |
| ---------------------------------------------------------- | --------------------------- | ----- |
| Політична партія «Воля»                                    | 6                           | 23.08 |
| Партія Блок Петра Порошенка «Солідарність»                 | 5                           | 19.23 |
| Політична партія «Українське Об'єднання патріотів — УКРОП» | 4                           | 15.38 |
| Політична партія Всеукраїнське об'єднання «Батьківщина»    | 4                           | 15.38 |
| Радикальна партія Олега Ляшка                              | 3                           | 11.54 |
| Політична партія Громадський рух «Народний контроль»       | 2                           | 7.69  |
| Політична партія Народний рух України                      | 2                           | 7.69  |

#### За округами
| № округу                                                   | Прізвище, ім'я, по батькові   | Дата нар.  | Освіта              | Партійна приналежність                                           | Відомості |
| ---------------------------------------------------------- | ----------------------------- | ---------- | ------------------- | ---------------------------------------------------------------- | --- |
| Політична партія «Воля»                                    |                               |            |                     |                                                                  | |
| пк                                                         | Макота Галина Зенонівна       | 14.07.1983 | вища                | член Політичної партії «Воля»                                    | ЛРІДУ НАДУ при Президентові України, провідний фахівець                                                                                                |
| 16                                                         | Іванів Юрій Ярославович       | 03.02.1981 | вища                | безпартійний                                                     | Козаківська ЗОШ І-ІІІ ступенів, вчитель історії |
| 15                                                         | Петрюк Руслана Федорівна      | 21.04.1964 | вища                | безпартійна                                                      | Приватний підприємець |
| 17                                                         | Кондрат Мирон Васильович      | 20.10.1963 | професійно-технічна | безпартійний                                                     | Стрийська НГРЕ, водій |
| 25                                                         | Чекаловська Тетяна Львівна    | 25.08.1975 | вища                | безпартійна                                                      | Міжрічанська ЗОШ І-ІІІ ступенів, практичний психолог                                                                                                   |
| 23                                                         | Паснак Оксана Іванівна        | 07.10.1958 | вища                | безпартійна                                                      | Міжрічанська ЗОШ І-ІІІ ст., вчитель математики |
| ПАРТІЯ "БЛОК ПЕТРА ПОРОШЕНКА «СОЛІДАРНІСТЬ»                |                               |            |                     |                                                                  | |
| пк                                                         | Юрочко Василь Іванович        | 08.12.1978 | вища                | член ПАРТІЇ "БЛОК ПЕТРА ПОРОШЕНКА «СОЛІДАРНІСТЬ»                 | Управління Пенсійного фонду України в місті Болехові, перший заступник начальника управління                                                           |
| 3                                                          | Кушина Микола Миронович       | 12.05.1955 | загальна середня    | безпартійний                                                     | Долинський агролісгосп, майстер лісу |
| 6                                                          | Пічкур Олександр Петрович     | 12.05.1958 | професійно-технічна | безпартійний                                                     | Фізична особа-підприємець |
| 16                                                         | Заляско Надія Юріївна         | 23.09.1974 | вища                | безпартійна                                                      | Фізична особа-підприємець |
| 18                                                         | Соболь Ольга Михайлівна       | 16.05.1969 | вища                | безпартійна                                                      | Болехівська центральна міська лікарня, заступник головного лікаря з медичної частини                                                                   |
| політична партія Всеукраїнське об'єднання «Батьківщина»    |                               |            |                     |                                                                  | |
| пк                                                         | Герецький Ігор Гарікович      | 29.04.1972 | вища                | член політичної партії Всеукраїнське об'єднання «Батьківщина»    | Болехівська міська рада, заступник міського голови |
| 21                                                         | Яцинин Василь Іванович        | 17.08.1988 | вища                | безпартійний                                                     | Регістраційна служба Болехівського міського управління юстиції в Івано-Франківської обл.., державний реєстратор юридичних та фізичних осіб підприємців |
| 20                                                         | Уханська Мар'яна Іванівна     | 02.11.1984 | вища                | безпартійна                                                      | Прикарпатський лісогосподарський коледж, викладач |
| 18                                                         | Стельмах Марія Ярославівна    | 17.07.1973 | вища                | безпартійна                                                      | Прикарпатський лісогосподарський коледж, викладач |
| ПОЛІТИЧНА ПАРТІЯ «УКРАЇНСЬКЕ ОБ'ЄДНАННЯ ПАТРІОТІВ — УКРОП» |                               |            |                     |                                                                  | |
| пк                                                         | Романюк Андрій Григорович     | 01.08.1971 | вища                | член ПОЛІТИЧНОЇ ПАРТІЇ «УКРАЇНСЬКЕ ОБ'ЄДНАННЯ ПАТРІОТІВ — УКРОП» | Болехівська загальноосвітня школа І-ІІІ ступенів № 1, директор                                                                                         |
| 4                                                          | Дякунович Олег Іванович       | 04.10.1966 | вища                | безпартійний                                                     | Фізична особа-підприємець |
| 9                                                          | Шмега Петро Іванович          | 28.01.1972 | професійно-технічна | безпартійний                                                     | Фізична особа-підприємець |
| 14                                                         | Бабійчук Михайло Васильович   | 05.01.1963 | вища                | безпартійний                                                     | Болехівське відділення Публічного акціонерного товариства «Укртелеком», начальник дільниці                                                             |
| Радикальна партія Олега Ляшка                              |                               |            |                     |                                                                  | |
| пк                                                         | Луговий Ігор Олександрович    | 09.04.1985 | вища                | член Радикальної партії Олега Ляшка                              | Філія «УкрНДІгаз» ПАТ «Укргазвидобування», молодший науковий співробітник                                                                              |
| 24                                                         | Войцешко Микола Ілліч         | 09.04.1958 | вища                | член Радикальної партії Олега Ляшка                              | Директор Народного Дому с. Підбереж, диригент-керівник оркестру                                                                                        |
| 17                                                         | Будзович Василь Васильович    | 05.01.1958 | вища                | член Радикальної партії Олега Ляшка                              | Стрийське відділення бурових робіт БУ «Укрбургаз» ПАТ «Укргазвидобування», водій-механік                                                               |
| ПОЛІТИЧНА ПАРТІЯ "ГРОМАДСЬКИЙ РУХ «НАРОДНИЙ КОНТРОЛЬ»      |                               |            |                     |                                                                  | |
| пк                                                         | Латик Нестор Омелянович       | 24.08.1956 | вища                | член ПОЛІТИЧНОЇ ПАРТІЇ "ГРОМАДСЬКИЙ РУХ «НАРОДНИЙ КОНТРОЛЬ»      | Болехівська дитячо-юнацька спортивна школа, директор                                                                                                   |
| 19                                                         | Бомажний Володимир Васильович | 11.05.1969 | загальна середня    | член ПОЛІТИЧНОЇ ПАРТІЇ "ГРОМАДСЬКИЙ РУХ «НАРОДНИЙ КОНТРОЛЬ»      | Не працює |
| політична партія Народний Рух України                      |                               |            |                     |                                                                  | |
| пк                                                         | Лутчин Ігор Іванович          | 01.06.1964 | вища                | член політичної партії Народний Рух України                      | Гузіївська ЗОШ І-ІІІст., вчитель |
| 2                                                          | Павлик Артур Якович           | 12.02.1938 | вища                | член політичної партії Народний Рух України                      | пенсіонер |

### Депутати VI скликання
За результатами місцевих виборів 2010 року депутатами ради стали:

#### За суб'єктами висування
| Суб'єкт висування                                       | Кількість обраних депутатів | %    |
| ------------------------------------------------------- | --------------------------- | ---- |
| Українська республіканська партія «Собор»               | 15                          | 34,1 |
| Політична партія «Наша Україна»                         | 7                           | 15,9 |
| Політична партія «Фронт Змін»                           | 4                           | 9,1  |
| Єдиний центр                                            | 3                           | 6,8  |
| Партія «Відродження»                                    | 3                           | 6,8  |
| Політична партія Всеукраїнське об'єднання «Свобода»     | 3                           | 6,8  |
| Народно-демократична партія (НДП)                       | 2                           | 4,5  |
| Політична партія Всеукраїнське об'єднання «Батьківщина» | 2                           | 4,5  |
| Українська республіканська партія                       | 2                           | 4,5  |
| Політична партія Народний рух України                   | 1                           | 2,3  |
| Політична партія «Сильна Україна»                       | 1                           | 2,3  |
| Українська Народна Партія                               | 1                           | 2,3  |

#### За округами
| № округу                                                | Прізвище, ім'я, по батькові     | Дата визнання обраним | Освіта             | Партійна приналежність                           | Відомості про обраного депутата |
| ------------------------------------------------------- | ------------------------------- | --------------------- | ------------------ | ------------------------------------------------ | --- |
| Єдиний Центр                                            |                                 |                       |                    |                                                  | |
| 4                                                       | Дьякунович Олег Іванович        | 05.11.2010            | середня спеціальна | член Єдиного Центру                              | тимчасово не працює |
| 8                                                       | Чекан Мирон Васильович          | 05.11.2010            | вища               | член Єдиного Центру                              | пенсіонер |
| 17                                                      | Яцинин Василь Іванович          | 05.11.2010            | вища               | член Єдиного Центру                              | Болехівська міська рада, реєстратор |
| Народно-демократична партія (НДП)                       |                                 |                       |                    |                                                  | |
| б/м                                                     | Стебницький Володимир Миронович | 05.11.2010            | вища               | член Народно-демократичної партії (НДП)          | управління з питань надзвичайних ситуацій та у справах захисту населення від наслідків ЧАЕС Івано-Франківської області, начальник управління |
| б/м                                                     | Юрочко Любов Степанівна         | 05.11.2010            | вища               | член Народно-демократичної партії (НДП)          | управління Пенсійного фонду України в м. Болехові, начальник управління                                                                      |
| Партія «ВІДРОДЖЕННЯ»                                    |                                 |                       |                    |                                                  | |
| б/м                                                     | Клим Василь Ярославович         | 05.11.2010            | вища               | член Партії «ВІДРОДЖЕННЯ»                        | МНУ ВАТ «Укрнафта», майстер дільниці ППЗ |
| б/м                                                     | Гошовський Степан Михайлович    | 05.11.2010            | вища               | позапартійний                                    | приватний підприємець |
| 20                                                      | Юрків Іван Васильович           | 05.11.2010            | середня спеціальна | позапартійний                                    | тимчасово не працює |
| Політична партія Всеукраїнське об'єднання «Батьківщина» |                                 |                       |                    |                                                  | |
| б/м                                                     | Герецький Ігор Гарікович        | 05.11.2010            | вища               | член Всеукраїнського об'єднання «Батьківщина»    | приватний підприємець |
| б/м                                                     | Юкіш Неоніла Платонівна         | 05.11.2010            | вища               | член Всеукраїнського об'єднання «Батьківщина»    | Вигодська дитяча музична школа, викладач |
| Політична партія Всеукраїнське об'єднання «Свобода»     |                                 |                       |                    |                                                  | |
| б/м                                                     | Копиняк Тарас Володимирович     | 05.11.2010            | середня            | член Всеукраїнського об'єднання «Свобода»        | тимчасово не працює |
| б/м                                                     | Макота Галина Зенонівна         | 05.11.2010            | вища               | член Всеукраїнського об'єднання «Свобода»        | Львівський регіональний інститут державного управління Національної академії державного управління при Президентові України, слухач          |
| б/м                                                     | Котурбаш Назар Любомирович      | 05.11.2010            | вища               | член Всеукраїнського об'єднання «Свобода»        | тимчасово не працює |
| Політична партія Народний Рух України                   |                                 |                       |                    |                                                  | |
| 7                                                       | Гнатишин Лідія Ярославівна      | 05.11.2010            | середня            | член Народного Руху України                      | м. Болехів ринок, підприємець |
| Політична партія «Наша Україна»                         |                                 |                       |                    |                                                  | |
| б/м                                                     | Романюк Андрій Григорович       | 05.11.2010            | вища               | член Політичної партії «Наша Україна»            | Болехівська міська рада, секретар ради |
| б/м                                                     | Кіцул Людмила Миколаївна        | 05.11.2010            | вища               | член Політичної партії «Наша Україна»            | Болехівська міська рада, заступник міського голови                                                                                           |
| б/м                                                     | Качур Богдан Михайлович         | 05.11.2010            | вища               | позапартійний                                    | народний дім м. Болехова, директор |
| 10                                                      | Бунчак Ярослав Тадейович        | 05.11.2010            | середня            | член Політичної партії «Наша Україна»            | Болехівська ДЮСШ, завгосп |
| 11                                                      | Юзьків Віталій Теодозійович     | 05.11.2010            | вища               | позапартійний                                    | Болехівське міське управління юстиції, начальник виконавчої служби                                                                           |
| 12                                                      | Дубів Ганна Михайлівна          | 05.11.2010            | вища               | член Політичної партії «Наша Україна»            | Фельдшерсько-акушерський пункт с. Козаківка, завідувач                                                                                       |
| 16                                                      | Уханський Дмитро Михайлович     | 05.11.2010            | вища               | член Політичної партії «Наша Україна»            | тимчасово не працює |
| Політична партія «Сильна Україна»                       |                                 |                       |                    |                                                  | |
| 15                                                      | Стельмах Марія Ярославівна      | 05.11.2010            | вища               | позапартійна                                     | Прикарпатський лісогосподарський коледж, викладач                                                                                            |
| Політична партія «Фронт Змін»                           |                                 |                       |                    |                                                  | |
| б/м                                                     | Коник Зеновій Йосипович         | 05.11.2010            | вища               | член Політичної партії «Фронт Змін»              | приватний підприємець |
| б/м                                                     | Пічкур Олександр Петрович       | 05.11.2010            | вища               | член Політичної партії «Фронт Змін»              | приватний підприємець |
| б/м                                                     | Соболь Ольга Михайлівна         | 05.11.2010            | вища               | член Політичної партії «Фронт Змін»              | міськлікарня, заст голлікаря |
| 18                                                      | Павлів Леся Богданівна          | 05.11.2010            | вища               | член Політичної партії «Фронт Змін»              | Болехівська загальноосвітня школа І-ІІІ ст., лаборант                                                                                        |
| Українська Народна Партія                               |                                 |                       |                    |                                                  | |
| б/м                                                     | Мельник Богдан Михайлович       | 05.11.2010            | вища               | член Української Народної Партії                 | управління освіти міськвиконкому, начальник управління освіти                                                                                |
| Українська республіканська партія                       |                                 |                       |                    |                                                  | |
| 21                                                      | Чекаловська Тетяна Львівна      | 05.11.2010            | вища               | позапартійна                                     | Міжрічанська загальноосвітня школа І-ІІІ ст., прак-тичний психолог                                                                           |
| 22                                                      | Герило Василь Ярославович       | 05.11.2010            | середня            | позапартійний                                    | приватний підприємець, станція технічного обслуговування автомобілів                                                                         |
| Українська республіканська партія «Собор»               |                                 |                       |                    |                                                  | |
| б/м                                                     | Лонюк Людмила Тарасівна         | 05.11.2010            | вища               | позапартійна                                     | Болехівська міська рада, керуючий справами міськвиконкому                                                                                    |
| б/м                                                     | Курта Іван Володимирович        | 05.11.2010            | середня спеціальна | позапартійний                                    | приватний підприємець |
| б/м                                                     | Сабадаш Лідія Богданівна        | 05.11.2010            | вища               | позапартійна                                     | Підберезька загальноосвітня школа І-ІІ ст., директор школи                                                                                   |
| б/м                                                     | Фамелюк Любов Михайлівна        | 05.11.2010            | вища               | член Української республіканської партії «Собор» | Поляницька сільська рада, інженер із землевпорядкування                                                                                      |
| б/м                                                     | Белезяк Оксана Юріївна          | 05.11.2010            | вища               | позапартійна                                     | відділ ведення Державного реєстру виборців міськвиконкому, начальник відділу                                                                 |
| б/м                                                     | Ткач Анатолій Васильович        | 05.11.2010            | середня спеціальна | член Української республіканської партії «Собор» | ВАТ «Шкіряник», майстер очисних споруд |
| 1                                                       | Кушина Микола Миронович         | 05.11.2010            | середня            | позапартійний                                    | Волинський спеціалізований огролісгосп, лісник                                                                                               |
| 2                                                       | Вігак Руслана Романівна         | 05.11.2010            | середня            | позапартійна                                     | ПП Вігак А. Б., продавець |
| 3                                                       | Турків Іван Богданович          | 05.11.2010            | вища               | позапартійний                                    | Відділ Житлово-комунального господарства та будівництва міськвиконкому, головний спеціаліст                                                  |
| 5                                                       | Іванишин Тадей Миронович        | 05.11.2010            | середня спеціальна | позапартійний                                    | Болехівський міський центр зайнятост, водій                                                                                                  |
| 6                                                       | Кулик Степан Григорович         | 05.11.2010            | вища               | позапартійний                                    | пенсіонер |
| 9                                                       | Петровський Роман Володимирович | 05.11.2010            | середня спеціальна | позапартійний                                    | Прикарпатський УБР м. Долина, буровий майстер                                                                                                |
| 13                                                      | Іванів Юрій Ярославович         | 14.11.2010            | вища               | позапартійний                                    | Козаківська загальноосвітня школа, вчитель                                                                                                   |
| 14                                                      | Кондрат Мирон Васильович        | 05.11.2010            | середня спеціальна | позапартійний                                    | Стрийське НГРЕ, водій |
| 19                                                      | Паснак Оксана Іванівна          | 05.11.2010            | вища               | позапартійна                                     | Міжрічанська загальноосвітня школа І-ІІІ ст., вчитель                                                                                        |